# Svastits Benő
Bocsári Svastits Benő (született: Svastits Benjámin Rudolf) (Gelse, Zala vármegye, 1833. december 9. – Budapest, 1910. augusztus 31.) jogász, Zala vármegye főispánja, földbirtokos, zalavölgyi vasút alelnöke, 1848-as honvédhadnagy, a „Zalavármegyei Gazdasági Egyesületnek” a tagja.

A bocsári Svastits család címere

## Családja és származása
A római katolikus nemesi bocsári Svastits családban született. Édesapja bocsári Svastics János (1802–1873), táblabíró, Zala és Tolna vármegyei földbirtokos, zalai esküdt, zeneszerző, édesanyja nemes Csertán Krisztina (1806–1888) volt. Apai nagyszülei bocsári Svastics Antal (1774–1832), táblabíró, és jobaházi Dőry Jozefa voltak. Az anyai nagyszülei nemes Csertán Károly (1768–1832), táblabíró, a kapornaki járás főszolgabírája, aki 1827. november 12.-én Zala vármegye helyettes alispánjaként tevékenykedett, földbirtokos és felsőapáti Vargha Rozália (1775–1848) voltak. Apai ágon dédanyja idősebb bocsári Svastits Antalné vizeki Tallián Magdolna (1756–1824) úrnő révén, az ősrégi és tekintélyes dunántúli osztopáni Perneszy család leszármazottja volt. Svastits Benő anyai nagyszülei nemes Csertán Károly (1768–1832), táblabíró, a kapornaki járás főszolgabírája, és a nemesi származású felsőapáti Vargha Rozália (1775–1848) voltak. Svastics Benő egyik anyai nagybátyja Csertán Sándor, táblabíró, országgyűlési képviselő, földbirtokos, akinek a neje szladeoviczi Szladovits Borbála (1812–1868); a másik nagybátyja, nemes Glavina Lajos, zalai főispán, aki elvette Csertán Zsuzsannát (1807–1887), Svastits Benő nagynénjét; unokatestvére, nagybátyjának a fia, Csertán Károly zalai alispán volt.
Apjának Svastits Jánosnak az elsőfokú unokatestvére bocsári Svastits Elek (1826–1893), földbirtokos, akinek a fia bocsári Svastits Elemér (1869–1946), honvéd ezredes. Svastics Benő leánytestvére Svastics Ilona (1830–1888), akinek a férje balatonfüredi Varga Imre (1826–1894), honvéd-ezredes, Zala vármegye főszamvevője. Keresztszülei nyírlaki Tarányi-Oszterhuber József (1792–1869), Zala vármegyei alispán és neje, kehidai Deák Klára (1793–1859), kehidai Deák Ferenc nővére voltak. Svastitcs Benő fivére Svastits Károly (1832–1896) zalai főszolgabíró, földbirtokos volt.

## Élete
Svastics Benő Nagykanizsán járt középiskolába, később jogi végzettséget szerzett. Az 1848-as szabadságharc alatt igen fiatalon, 1849 nyarán, 16 évesen hadnagyaként vett részt a küzdelmekben. 1849 májusában hadnagy lesz a Vas megyében alakuló "védseregnél". Aug. 22. Noszlopy Gáspár őrnagy különítményével csatlakozik a komáromi várőrséghez, ahol őrmesterként a (második) 52. (Bocskai) honvédzászlóaljhoz osztják be. Állítása szerint végül hadnagy lett a várőrség vezérkaránál.
A szabadságharc leverése után a családi földbirtokon gazdalkodott. Az érettebb Svastics Benő közigazgatási pályafutását 36 évesen kezdte; a kiegyezés után, 1869. augusztus 3.-a és 1872. január 9.-e között az egerszegi járás főszolgabírájáként szolgált. 1872. január 9.-e és 1878. január 3.-a között Zala vármegye főjegyzője volt. 1878. január 3.-ától 1886. november 9.-éig a zalai alispáni tisztséget töltötte be. 1886. november 9.-e és 1896. február 11.-e között a vármegye főispánja volt. Ekkor nyugállományba vonult. A Zala, illetve a Vas megyei Honvédegylet tagja volt. 
1910. augusztus 31.-én halt meg Budapesten.

## Házassága és gyermekei
1865. május 15.-én Mernyén feleségül vette a távoli rokonát, bocsári Svastics Paula (Szentgáloskér, 1838. december 18.–Szentgáloskér, 1913. december 1.) kisasszonyt, bocsári Svastics Pál (1797–1849), Somogy vármegye főadószedője, földbirtokos és nedeczei Nedeczky Rozália (1799–1850) lányát. A menyasszony apai nagyszülei bocsári Svastics Antal (1748–1797), somogyi adószedő, földbirtokos és vizeki Tallián Magdolna (1756–1824) voltak; anyai nagyszülei nedecei Nedeczky Ferenc (1769–1835), zalai árvaszéki elnök, földbirtokos és lomniczai Skerlecz Mária (1777–1828) voltak. Nedeczky Ferencné Skerlecz Mária szülei lomniczai Skerlecz Ferenc (1731–1803), helytartó tanácsos, békési főispán, királyi tanácsos, a Szent István-rend vitéze, és nemeskéri Kiss Rozália (1739–1822) voltak. Svastits Benő  és Svastics Paula házasságából született:
- bocsári Svastits Benő (Zalaegerszeg, 1867. május 10.–Battonya, 1943. január 16.), huszár főhadnagy.[15] Felesége: Gartner Georgina Franciska Anna Otília (Csongrád, 1880. április 4.–Budapest, 1937. május 3.).[16][17][18]
- bocsári Svastits Pál (Zalaegerszeg, 1868. szeptember 10.–Budapest, 1940. március 5.).[19] Neje: Steinkügler Mária (1895.–Budapest, 1925. július 17.).[20]
- bocsári Svastits Imre (Zalaegerszeg, 1869. szeptember 26.–Zalaegerszeg, 1896. október 1.), huszár főhadnagy.[21]
- bocsári Svastits Eugénia Rozália (Zalaegerszeg, 1872. június 24.–Budapest, 1946. január 8.), énektanárnő. Hajadon.[22][23]
- bocsári Svastits Rozália Kornélia Irén (Zalaegerszeg, 1873. július 11.–Budapest, 1952. június 14.). Hajadon.[24][25]
- bocsári Svastits Mihály Kálmán (Zalaegerszeg, 1874. június 16.–Budapest, 1968. augusztus 24.), miniszterelnökségi irodaigazgató.[26] Neje: Kopcsányi Mária (Budapest, 1884. augusztus 28.–Budapest, 1972. április 7.).[27]
- bocsári Svastits Gyula. Felesége: Sipos Mária.
- bocsári Svastits László Jenő Béla (Zalaegerszeg, 1879. január 6.–Zalaegerszeg, 1880. augusztus 27.).[28]